# アソル公爵
アソル公爵（英: Duke of Atholl）は、スコットランド貴族の公爵位。タリバーディン伯爵、アソル伯爵、アソル侯爵などを前身とし、第2代アソル侯爵ジョン・マレーが1703年に叙されたのに始まる。

## 歴史

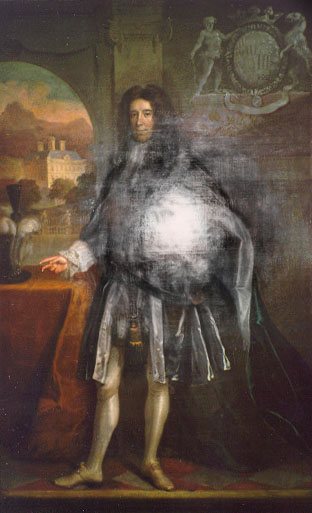
初代公を描いた肖像画

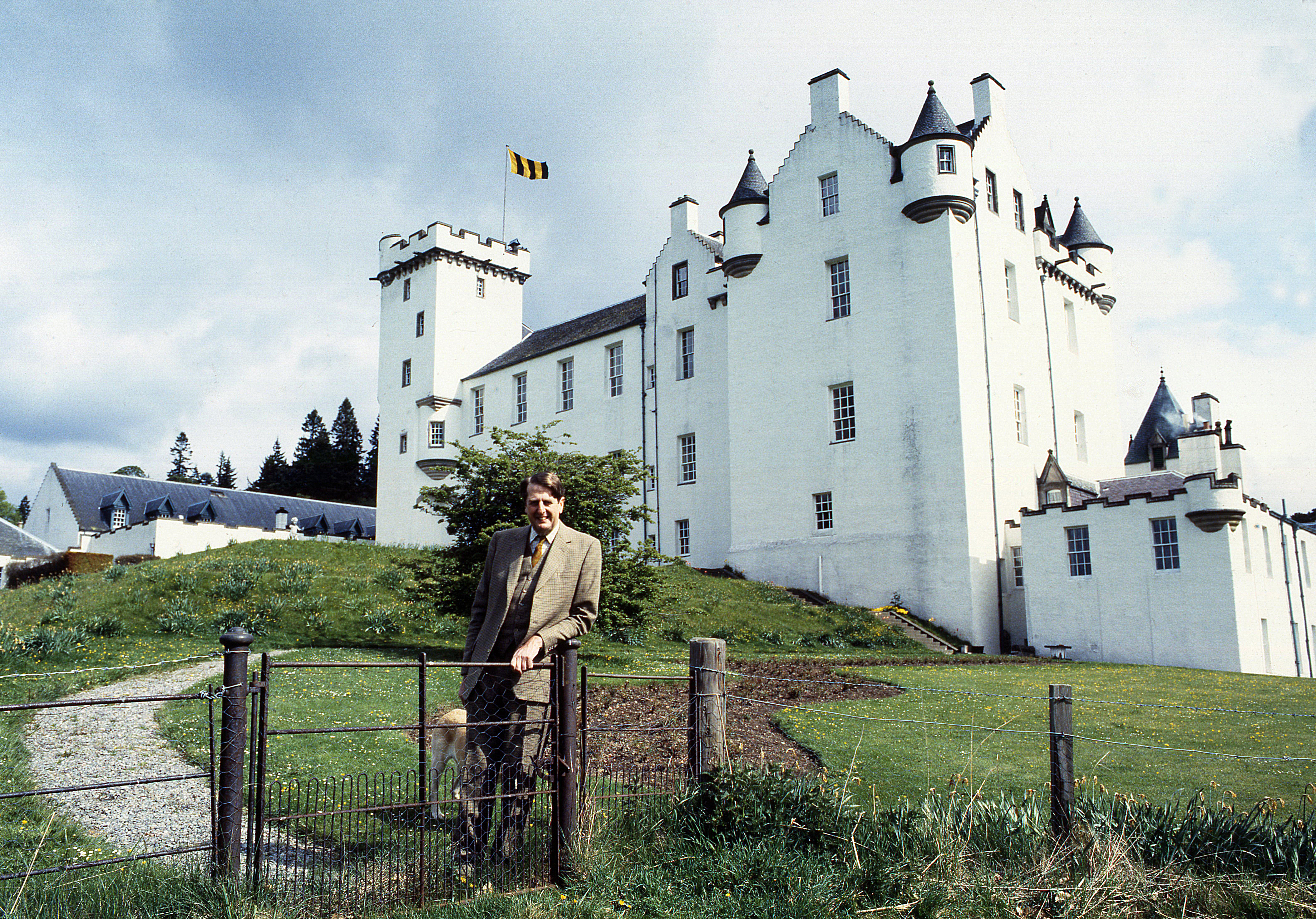
1982年、アソル公爵家本邸ブレア城をバックに立つ10代アソル公ジョージ・イアン・マレー(1931–1996)

マレー家はスコットランドの氏族(クラン)の一つマレー氏族の族長(Chief of Clan Murray)の家柄である。マレー家が貴族に叙されたのはジョン・マレー(1550頃-1609)が、1604年4月25日にタリバーディンのマレー卿(Lord Murray of Tullibardine)、1606年7月10日にタリバーディン伯爵(Earl of Tullibardine)、マレー＝ガスク＝バルクヒダー卿(Lord Murray, Gask and Balquhidder)という3つのスコットランド貴族爵位に叙されたのに始まる。
その息子2代タリバーディン伯ウィリアム・マレー(1574頃–1626)は、第5代アソル伯爵ジェイムズ・ステュワートの娘ドロシア(生年不詳-1628)と結婚した。ウィリアムとドロシアは、タリバーディンについては弟パトリック・マレー(1578–1644)に譲るので、アソル伯爵領を息子ジョン・マレー(生年不詳-1642)に欲しいと国王チャールズ1世に要求した。国王はそれを認め、ウィリアムをタリバーディン伯爵とマレー＝ガスク＝バルクヒダー卿から解き、代わりに1628年1月30日にパトリックに対して同じ爵位を新規に与え、また同年2月17日にジョンをアソル伯爵(Earl of Atholl)に叙した。
しかし結局、初代アソル伯の息子で2代アソル伯爵位を継承したジョン・マレー(1631–1703)が1669/70年1月に分流のタリバーディン伯爵位を継承している。さらに1676年2月7日にアソル侯爵(Marquess of Atholl)、タリバーディン伯爵(Earl of Tullibardine)、バルクヒダー子爵(Viscount of Balquhidder)、マレー＝バルベニー＝ガスク卿(Lord Murray, Balvany and Gask)という四つのスコットランド貴族爵位を新規に叙された。
その息子の2代アソル侯爵ジョン・マレー(1660–1724)は、1703年5月6日にアソル公爵(Duke of Atholl)、タリバーディン侯爵(Marquis of Tullibardine)、ストラステイ＝ストラスエーデル伯爵(Earl of Strathtay and Strathardle)、バルクヒダー＝グレナルモンド＝グレンライオン子爵(Viscount Balquhidder, Glenalmond, and Glenlyon)、マレー＝バルベニー＝ガスク卿(Lord Murray, Balvenie, and Gask)という5つのスコットランド貴族爵位を与えられた。
初代公は7代ダービー伯爵ジェイムズ・スタンリー(1607-1651)の娘アメリア(-1702)と結婚していたため、夫妻の三男で第2代アソル公爵位を継承したジェイムズ・マレー(1690–1764)は、1736年に第10代ダービー伯ジェイムズ・スタンリーが死去した際に議会招集令状によるイングランド貴族爵位(1963年貴族法の制定以降は、男子なき場合に姉妹間に優劣のない女系継承が行われる)であるストレンジ男爵位を継承している。加えてこの際にマン島とその領主の称号マン島領主(Lord of Mann)も継承した。
初代公の六男ジョージ・マレー卿(1694-1760)はジャコバイトの王「チャールズ3世」(小僭称者)に与してジャコバイト軍の指揮をとったことで知られる。2代公が死去した時、生存している男子がなかったため、このジョージ・マレー卿の息子であるジョン・マレー(1729–1774)が3代アソル公爵位を継承した。彼は2代公の娘で8代ストレンジ男爵位を継承したシャーロットと従兄妹同士の結婚をした。夫妻は1765年にマン島とマン島領主の称号を英国王室に売却している。
夫妻の長男である4代公ジョン・マレー(1755–1830)は、1786年8月16日にグレートブリテン貴族爵位ストレンジ伯爵(Earl Strange)とグロスター州におけるスタンリーのマレー男爵(Baron Murray, of Stanley in the County of Gloucester)に叙された。
4代公の死後はその長男ジョン・マレー(1778–1846)が5代公爵位を継承したが、5代公には子供がなかったため、甥にあたるジョージ・マレー(1814–1864)が6代公を継承した。彼の父で4代公の次男にあたるジェイムズ・マレー(1782–1837)は、1821年7月9日に連合王国貴族爵位パース州におけるグレンライオンのグレンライオン男爵(Baron Glenlyon, of Glenlyon in the County of Perth)に叙されており、そのためジョージは6代公を継承する前に第2代グレンライオン男爵位を継承していた。
6代公の孫にあたる9代公ジェイムズ・ステュワート＝マレー(1879–1957)の死去をもって4代公からの男系男子は絶え、ストレンジ伯爵位、スタンリーのマレー男爵、グレンライオン男爵位は廃絶し、またストレンジ男爵位は4代公の三人の娘の間で停止(abeyance)された。ストレンジ男爵位については1964年に4代公の長女シャーロットの孫にあたるジョン・ドラモンドが継承者と確定した。アソル公爵位をはじめとするそれ以外の爵位については、3代公に遡っての分流であるイアン・マレーに継承された。
10代公イアン(1931–1996)は公爵家の儀仗兵アソル・ハイランダーズを再興した人物で、その死に際して居城ブレア城とその領地を、慈善団体アソル・エステート(Atholl Estate)へ寄付している。彼が生涯未婚のまま没すると、爵位は4代前までさかのぼっての分流ジョン・マレー(1929–2012)が11代公を継承している。11代公の死後は、その長男ブルース・マレー(1960-)が12代公を継承しており、彼が2017年現在も当主である。
代々スコットランド・フリーメイソンの家系であり、とりわけ3代公ジョン、4代公ジョン(1755–1830)、6代公ジョージ(1814–1864)、8代公ジョン(1871–1942)がスコットランド・グランドロッジの最高指導者であるグランドマスターに昇進している。分流の貴族ダンモア伯爵家も代々フリーメイソンの家系であり、歴代当主のうち3人がグランドマスターになっている。
公爵家のかつての主城はスコットランド・パースシャーにあるブレア城。

## 現当主の保有爵位
現在の当主第12代アソル公爵ブルース・ジョージ・ロナルド・マレーは、以下の爵位を保有している。
- 第12代アソル公爵 (12th Duke of Atholl)
(1703年1月30日の勅許状によるスコットランド貴族爵位)
- 第13代アソル侯爵 (13th Marquess of Atholl)
(1676年2月7日の勅許状によるスコットランド貴族爵位)
- 第12代タリバーディン侯爵 (12th Marquess of Tullibardine)
(1703年1月30日の勅許状によるスコットランド貴族爵位)
- 第15代タリバーディン伯爵 (15th Earl of Tullibardine)
(1628年1月30日の勅許状によるスコットランド貴族爵位)
- 第13代タリバーディン伯爵 (13th Earl of Tullibardine)
(1676年2月7日の勅許状によるスコットランド貴族爵位)
- 第14代アソル伯爵（英語版） (14th Earl of Atholl)
(1629年2月17日の勅許状によるスコットランド貴族爵位)
- 第12代ストラステイ＝ストラスエーデル伯爵 (12th Earl of Strathtay and Strathardle)
(1703年1月30日の勅許状によるスコットランド貴族爵位)
- 第13代バルクヒダー子爵 (13th Viscount Balquhidder)
(1676年2月7日の勅許状によるスコットランド貴族爵位)
- 第12代バルクヒダー＝グレナルモンド＝グレンライオン子爵 (12th Viscount Balquhidder, Glenalmond, and Glenlyon)
(1703年1月30日の勅許状によるスコットランド貴族爵位)
- タリバーディンの第17代マレー卿 (17th Lord Murray of Tullibardine)
(1604年4月25日の勅許状によるスコットランド貴族爵位)
- 第12代マレー＝バルベニー＝ガスク卿 (12th Lord Murray, Balveny, and Gask)
(1676年2月7日の勅許状によるスコットランド貴族爵位)

## 歴代当主一覧

### タリバーディン伯; 第1期 (1606年)
- 初代タリバーディン伯ジョン・マレー（英語版） (1550頃-1609)
- 2代タリバーディン伯ウィリアム・マレー（英語版）(1574頃–1626) (初代伯の長男)

### タリバーディン伯; 第2期 (1628年)
- 初代タリバーディン伯パトリック・マレー（英語版）(1578–1644) (第1期初代タリバーディン伯の三男)
- 2代タリバーディン伯ジェイムズ・マレー (1617–1670) (初代伯の長男)
- 3代タリバーディン伯・2代アソル伯ジョン・マレー（英語版） (1631–1703) (2代伯の従兄弟、1676年にアソル侯爵に叙される)

### アソル伯 (1629年)
- 初代アソル伯ジョン・マレー (-1642) (第1期2代タリバーディン伯の息子)
- 2代アソル伯・3代タリバーディン伯ジョン・マレー（英語版） (1631–1703) (1676年にアソル侯爵に叙される)

### アソル侯 (1676年)
- 初代アソル侯ジョン・マレー（英語版） (1631–1703)
- 2代アソル侯ジョン・マレー (1660–1724) (初代侯の長男。1703年にアソル公爵に叙される)

### アソル公 (1703年)
- 初代アソル公ジョン・マレー (1660–1724)
- 2代アソル公ジェイムズ・マレー (1690–1764) (初代公の三男)
- 3代アソル公ジョン・マレー (1729–1774) (2代公の甥)
- 4代アソル公ジョン・マレー (1755–1830) (3代公の長男)
- 5代アソル公ジョン・マレー (1778–1846) (4代公の長男)
- 6代アソル公ジョージ・オーガスタス・フレデリック・ジョン・マレー (1814–1864) (5代公の甥)
- 7代アソル公ジョン・ジェイムズ・ヒュー・ヘンリー・ステュワート＝マレー（英語版） (1840–1917) (6代公の長男)
- 8代アソル公ジョン・ジョージ・ステュワート＝マレー (1871–1942) (7代公の次男)
- 9代アソル公ジェイムズ・ステュワート（英語版） (1879–1957) (7代公の四男)
- 10代アソル公ジョージ・イアン・マレー (1931–1996) (3代公の次男の子孫)
- 11代アソル公ジョン・マレー（英語版） (1929–2012) (3代公の次男の子孫)
- 12代アソル公ブルース・ジョージ・ロナルド・マレー（英語版） (1960-) (11代公の長男)
  - 法定推定相続人は、現当主の長男タリバーディン侯爵(儀礼称号)マイケル・ブルース・ジョン・マレー (1985-)

## 系図
|                                                                      |                                                                      |                                                                      |                                                                      | | | | | | |                                                                     |                                                                     | | | | | | | | | 1606年タリバーディン伯(第1期)                                                                            | |                                                                                          |                                                                                          |                                                                                          |                                                                                          |                                                                                      |                                                                                      |                                                                                        |                                                                                        |                                                                                        |                                                                                        |                                                                                        |                                                                                        |                                           |                                           |                                           |                                           |  |  |                                                    |                                                    |                                                    |                                                    |                                                    |                                                    |  |  |  |  |  |  |  |  |
|                                                                      |                                                                      |                                                                      |                                                                      | | | | | | |                                                                     |                                                                     | | | | | | | | | 初代タリバーディン伯 ジョン・マレー (1550頃–1609)                                                        | |                                                                                          |                                                                                          |                                                                                          |                                                                                          |                                                                                      |                                                                                      |                                                                                        |                                                                                        |                                                                                        |                                                                                        |                                                                                        |                                                                                        |                                           |                                           |                                           |                                           |  |  |                                                    |                                                    |                                                    |                                                    |                                                    |                                                    |  |  |  |  |  |  |  |  |
|                                                                      |                                                                      |                                                                      |                                                                      | | | | | | |                                                                     |                                                                     | | | | | | | | | | |                                                                                          |                                                                                          |                                                                                          |                                                                                          |                                                                                      |                                                                                      |                                                                                        |                                                                                        |                                                                                        |                                                                                        |                                                                                        |                                                                                        |                                           |                                           |                                           |                                           |  |  |                                                    |                                                    |                                                    |                                                    |                                                    |                                                    |  |  |  |  |  |  |  |  |
|                                                                      |                                                                      |                                                                      |                                                                      | | | | | | |                                                                     |                                                                     | | | | | | | | | | |                                                                                          |                                                                                          |                                                                                          |                                                                                          |                                                                                      |                                                                                      |                                                                                        |                                                                                        |                                                                                        |                                                                                        |                                                                                        |                                                                                        |                                           |                                           |                                           |                                           |  |  |                                                    |                                                    |                                                    |                                                    |                                                    |                                                    |  |  |  |  |  |  |  |  |
|                                                                      |                                                                      |                                                                      |                                                                      | | | | | | |                                                                     |                                                                     | | | | | | | | | | |                                                                                          |                                                                                          |                                                                                          |                                                                                          |                                                                                      |                                                                                      | 1628年タリバーディン伯(第2期)                                                          |                                                                                        |                                                                                        |                                                                                        |                                                                                        |                                                                                        |                                           |                                           |                                           |                                           |  |  |                                                    |                                                    |                                                    |                                                    |                                                    |                                                    |  |  |  |  |  |  |  |  |
|                                                                      |                                                                      |                                                                      |                                                                      | | | | | | |                                                                     |                                                                     | | | | | | | | | 2代タリバーディン伯 ウィリアム・マレー (1574頃–1627)                                                     | 2代タリバーディン伯 ウィリアム・マレー (1574頃–1627)                                                     | 2代タリバーディン伯 ウィリアム・マレー (1574頃–1627)                                     | 2代タリバーディン伯 ウィリアム・マレー (1574頃–1627)                                     | 2代タリバーディン伯 ウィリアム・マレー (1574頃–1627)                                     | 2代タリバーディン伯 ウィリアム・マレー (1574頃–1627)                                     |                                                                                      |                                                                                      | 初代タリバーディン伯 パトリック・マレー (1578–1644)                                    | 初代タリバーディン伯 パトリック・マレー (1578–1644)                                    | 初代タリバーディン伯 パトリック・マレー (1578–1644)                                    | 初代タリバーディン伯 パトリック・マレー (1578–1644)                                    | 初代タリバーディン伯 パトリック・マレー (1578–1644)                                    | 初代タリバーディン伯 パトリック・マレー (1578–1644)                                    |                                           |                                           |                                           |                                           |  |  |                                                    |                                                    |                                                    |                                                    |                                                    |                                                    |  |  |  |  |  |  |  |  |
|                                                                      |                                                                      |                                                                      |                                                                      | | | | | | |                                                                     |                                                                     | | | | | | | | | 2代タリバーディン伯 ウィリアム・マレー (1574頃–1627)                                                     | 2代タリバーディン伯 ウィリアム・マレー (1574頃–1627)                                                     | 2代タリバーディン伯 ウィリアム・マレー (1574頃–1627)                                     | 2代タリバーディン伯 ウィリアム・マレー (1574頃–1627)                                     | 2代タリバーディン伯 ウィリアム・マレー (1574頃–1627)                                     | 2代タリバーディン伯 ウィリアム・マレー (1574頃–1627)                                     | 1626年タリバーディン伯(第1期)剥奪                                                    |                                                                                      | 初代タリバーディン伯 パトリック・マレー (1578–1644)                                    | 初代タリバーディン伯 パトリック・マレー (1578–1644)                                    | 初代タリバーディン伯 パトリック・マレー (1578–1644)                                    | 初代タリバーディン伯 パトリック・マレー (1578–1644)                                    | 初代タリバーディン伯 パトリック・マレー (1578–1644)                                    | 初代タリバーディン伯 パトリック・マレー (1578–1644)                                    |                                           |                                           |                                           |                                           |  |  |                                                    |                                                    |                                                    |                                                    |                                                    |                                                    |  |  |  |  |  |  |  |  |
|                                                                      |                                                                      |                                                                      |                                                                      | | | | | | |                                                                     |                                                                     | | | | | | | | | | |                                                                                          |                                                                                          |                                                                                          |                                                                                          |                                                                                      |                                                                                      |                                                                                        |                                                                                        |                                                                                        |                                                                                        |                                                                                        |                                                                                        |                                           |                                           |                                           |                                           |  |  |                                                    |                                                    |                                                    |                                                    |                                                    |                                                    |  |  |  |  |  |  |  |  |
|                                                                      |                                                                      |                                                                      |                                                                      | | | | | 1628年ストレンジ男爵 | 1628年ストレンジ男爵 | 1628年ストレンジ男爵                                                | 1628年ストレンジ男爵                                                | 1628年ストレンジ男爵 | 1628年ストレンジ男爵 | | | | | | | 1629年アソル伯                                                                                           | 1629年アソル伯                                                                                           | 1629年アソル伯                                                                           | 1629年アソル伯                                                                           | 1629年アソル伯                                                                           | 1629年アソル伯                                                                           |                                                                                      |                                                                                      |                                                                                        |                                                                                        |                                                                                        |                                                                                        |                                                                                        |                                                                                        |                                           |                                           |                                           |                                           |  |  |                                                    |                                                    |                                                    |                                                    |                                                    |                                                    |  |  |  |  |  |  |  |  |
|                                                                      |                                                                      |                                                                      |                                                                      | | | | | 1628年ストレンジ男爵 | 1628年ストレンジ男爵 | 1628年ストレンジ男爵                                                | 1628年ストレンジ男爵                                                | 1628年ストレンジ男爵 | 1628年ストレンジ男爵 | 7代ダービー伯 初代ストレンジ男爵 ジェイムズ・スタンリー (1607-1651)                                                                              | 7代ダービー伯 初代ストレンジ男爵 ジェイムズ・スタンリー (1607-1651)                                                                              | 7代ダービー伯 初代ストレンジ男爵 ジェイムズ・スタンリー (1607-1651)                                                                              | 7代ダービー伯 初代ストレンジ男爵 ジェイムズ・スタンリー (1607-1651)                                                                              | 7代ダービー伯 初代ストレンジ男爵 ジェイムズ・スタンリー (1607-1651)                                      | 7代ダービー伯 初代ストレンジ男爵 ジェイムズ・スタンリー (1607-1651)                                      | 1629年アソル伯                                                                                           | 1629年アソル伯                                                                                           | 1629年アソル伯                                                                           | 1629年アソル伯                                                                           | 1629年アソル伯                                                                           | 1629年アソル伯                                                                           |                                                                                      |                                                                                      |                                                                                        |                                                                                        |                                                                                        |                                                                                        | 初代アソル伯 ジョン・マレー (1610頃–1642)                                              | 初代アソル伯 ジョン・マレー (1610頃–1642)                                              | 初代アソル伯 ジョン・マレー (1610頃–1642) | 初代アソル伯 ジョン・マレー (1610頃–1642) | 初代アソル伯 ジョン・マレー (1610頃–1642) | 初代アソル伯 ジョン・マレー (1610頃–1642) |  |  | 2代タリバーディン伯 ジェイムズ・マレー (1617–1670) | 2代タリバーディン伯 ジェイムズ・マレー (1617–1670) | 2代タリバーディン伯 ジェイムズ・マレー (1617–1670) | 2代タリバーディン伯 ジェイムズ・マレー (1617–1670) | 2代タリバーディン伯 ジェイムズ・マレー (1617–1670) | 2代タリバーディン伯 ジェイムズ・マレー (1617–1670) |  |  |  |  |  |  |  |  |
|                                                                      |                                                                      |                                                                      |                                                                      | | | | | | |                                                                     |                                                                     | | | 7代ダービー伯 初代ストレンジ男爵 ジェイムズ・スタンリー (1607-1651)                                                                              | 7代ダービー伯 初代ストレンジ男爵 ジェイムズ・スタンリー (1607-1651)                                                                              | 7代ダービー伯 初代ストレンジ男爵 ジェイムズ・スタンリー (1607-1651)                                                                              | 7代ダービー伯 初代ストレンジ男爵 ジェイムズ・スタンリー (1607-1651)                                                                              | 7代ダービー伯 初代ストレンジ男爵 ジェイムズ・スタンリー (1607-1651)                                      | 7代ダービー伯 初代ストレンジ男爵 ジェイムズ・スタンリー (1607-1651)                                      | | |                                                                                          |                                                                                          |                                                                                          |                                                                                          |                                                                                      |                                                                                      |                                                                                        |                                                                                        |                                                                                        |                                                                                        | 初代アソル伯 ジョン・マレー (1610頃–1642)                                              | 初代アソル伯 ジョン・マレー (1610頃–1642)                                              | 初代アソル伯 ジョン・マレー (1610頃–1642) | 初代アソル伯 ジョン・マレー (1610頃–1642) | 初代アソル伯 ジョン・マレー (1610頃–1642) | 初代アソル伯 ジョン・マレー (1610頃–1642) |  |  | 2代タリバーディン伯 ジェイムズ・マレー (1617–1670) | 2代タリバーディン伯 ジェイムズ・マレー (1617–1670) | 2代タリバーディン伯 ジェイムズ・マレー (1617–1670) | 2代タリバーディン伯 ジェイムズ・マレー (1617–1670) | 2代タリバーディン伯 ジェイムズ・マレー (1617–1670) | 2代タリバーディン伯 ジェイムズ・マレー (1617–1670) |  |  |  |  |  |  |  |  |
|                                                                      |                                                                      |                                                                      |                                                                      | | | | | | |                                                                     |                                                                     | | | | | | | | | 1676年アソル侯                                                                                           | |                                                                                          |                                                                                          |                                                                                          |                                                                                          |                                                                                      |                                                                                      |                                                                                        |                                                                                        |                                                                                        |                                                                                        |                                                                                        |                                                                                        |                                           |                                           |                                           |                                           |  |  |                                                    |                                                    |                                                    |                                                    |                                                    |                                                    |  |  |  |  |  |  |  |  |
|                                                                      |                                                                      |                                                                      |                                                                      | | | | | | |                                                                     |                                                                     | | | | | | | | | | |                                                                                          |                                                                                          |                                                                                          |                                                                                          |                                                                                      |                                                                                      |                                                                                        |                                                                                        |                                                                                        |                                                                                        |                                                                                        |                                                                                        |                                           |                                           |                                           |                                           |  |  |                                                    |                                                    |                                                    |                                                    |                                                    |                                                    |  |  |  |  |  |  |  |  |
|                                                                      |                                                                      |                                                                      |                                                                      | 8代ダービー伯 2代ストレンジ男爵 チャールズ・スタンリー (1628–1672)                                                                          | 8代ダービー伯 2代ストレンジ男爵 チャールズ・スタンリー (1628–1672)                                                                          | 8代ダービー伯 2代ストレンジ男爵 チャールズ・スタンリー (1628–1672)                                                                          | 8代ダービー伯 2代ストレンジ男爵 チャールズ・スタンリー (1628–1672)                                                                          | 8代ダービー伯 2代ストレンジ男爵 チャールズ・スタンリー (1628–1672)                                                                          | 8代ダービー伯 2代ストレンジ男爵 チャールズ・スタンリー (1628–1672)                                                                          |                                                                     |                                                                     | アメリア・スタンリー (-1702) | アメリア・スタンリー (-1702) | アメリア・スタンリー (-1702) | アメリア・スタンリー (-1702) | アメリア・スタンリー (-1702) | アメリア・スタンリー (-1702) | | | 初代アソル侯 2代アソル伯 3代タリバーディン伯 ジョン・マレー (1631–1703)                                  | 初代アソル侯 2代アソル伯 3代タリバーディン伯 ジョン・マレー (1631–1703)                                  | 初代アソル侯 2代アソル伯 3代タリバーディン伯 ジョン・マレー (1631–1703)                  | 初代アソル侯 2代アソル伯 3代タリバーディン伯 ジョン・マレー (1631–1703)                  | 初代アソル侯 2代アソル伯 3代タリバーディン伯 ジョン・マレー (1631–1703)                  | 初代アソル侯 2代アソル伯 3代タリバーディン伯 ジョン・マレー (1631–1703)                  |                                                                                      |                                                                                      |                                                                                        |                                                                                        |                                                                                        |                                                                                        |                                                                                        |                                                                                        |                                           |                                           |                                           |                                           |  |  |                                                    |                                                    |                                                    |                                                    |                                                    |                                                    |  |  |  |  |  |  |  |  |
|                                                                      |                                                                      |                                                                      |                                                                      | 8代ダービー伯 2代ストレンジ男爵 チャールズ・スタンリー (1628–1672)                                                                          | 8代ダービー伯 2代ストレンジ男爵 チャールズ・スタンリー (1628–1672)                                                                          | 8代ダービー伯 2代ストレンジ男爵 チャールズ・スタンリー (1628–1672)                                                                          | 8代ダービー伯 2代ストレンジ男爵 チャールズ・スタンリー (1628–1672)                                                                          | 8代ダービー伯 2代ストレンジ男爵 チャールズ・スタンリー (1628–1672)                                                                          | 8代ダービー伯 2代ストレンジ男爵 チャールズ・スタンリー (1628–1672)                                                                          |                                                                     |                                                                     | アメリア・スタンリー (-1702) | アメリア・スタンリー (-1702) | アメリア・スタンリー (-1702) | アメリア・スタンリー (-1702) | アメリア・スタンリー (-1702) | アメリア・スタンリー (-1702) | | | 初代アソル侯 2代アソル伯 3代タリバーディン伯 ジョン・マレー (1631–1703)                                  | 初代アソル侯 2代アソル伯 3代タリバーディン伯 ジョン・マレー (1631–1703)                                  | 初代アソル侯 2代アソル伯 3代タリバーディン伯 ジョン・マレー (1631–1703)                  | 初代アソル侯 2代アソル伯 3代タリバーディン伯 ジョン・マレー (1631–1703)                  | 初代アソル侯 2代アソル伯 3代タリバーディン伯 ジョン・マレー (1631–1703)                  | 初代アソル侯 2代アソル伯 3代タリバーディン伯 ジョン・マレー (1631–1703)                  |                                                                                      |                                                                                      |                                                                                        |                                                                                        |                                                                                        |                                                                                        |                                                                                        |                                                                                        |                                           |                                           |                                           |                                           |  |  |                                                    |                                                    |                                                    |                                                    |                                                    |                                                    |  |  |  |  |  |  |  |  |
|                                                                      |                                                                      |                                                                      |                                                                      | | | | | | |                                                                     |                                                                     | | | | | | | | | | |                                                                                          |                                                                                          |                                                                                          |                                                                                          |                                                                                      |                                                                                      |                                                                                        |                                                                                        |                                                                                        |                                                                                        |                                                                                        |                                                                                        |                                           |                                           |                                           |                                           |  |  |                                                    |                                                    |                                                    |                                                    |                                                    |                                                    |  |  |  |  |  |  |  |  |
|                                                                      |                                                                      |                                                                      |                                                                      | | | | | | |                                                                     |                                                                     | | | | | | | | | | |                                                                                          |                                                                                          |                                                                                          |                                                                                          |                                                                                      |                                                                                      |                                                                                        |                                                                                        |                                                                                        |                                                                                        |                                                                                        |                                                                                        |                                           |                                           |                                           |                                           |  |  |                                                    |                                                    |                                                    |                                                    |                                                    |                                                    |  |  |  |  |  |  |  |  |
|                                                                      |                                                                      |                                                                      |                                                                      | | | | | | |                                                                     |                                                                     | | | | | 1703年アソル公 | 1703年アソル公 | 1703年アソル公                                                                                           | 1703年アソル公                                                                                           | 1703年アソル公                                                                                           | 1703年アソル公                                                                                           |                                                                                          |                                                                                          | 1686年ダンモア伯爵                                                                       | 1686年ダンモア伯爵                                                                       | 1686年ダンモア伯爵                                                                   | 1686年ダンモア伯爵                                                                   | 1686年ダンモア伯爵                                                                     | 1686年ダンモア伯爵                                                                     |                                                                                        |                                                                                        |                                                                                        |                                                                                        |                                           |                                           |                                           |                                           |  |  |                                                    |                                                    |                                                    |                                                    |                                                    |                                                    |  |  |  |  |  |  |  |  |
|                                                                      |                                                                      |                                                                      |                                                                      | | | | | | |                                                                     |                                                                     | | | | | 1703年アソル公 | 1703年アソル公 | 1703年アソル公                                                                                           | 1703年アソル公                                                                                           | 1703年アソル公                                                                                           | 1703年アソル公                                                                                           |                                                                                          |                                                                                          | 1686年ダンモア伯爵                                                                       | 1686年ダンモア伯爵                                                                       | 1686年ダンモア伯爵                                                                   | 1686年ダンモア伯爵                                                                   | 1686年ダンモア伯爵                                                                     | 1686年ダンモア伯爵                                                                     |                                                                                        |                                                                                        |                                                                                        |                                                                                        |                                           |                                           |                                           |                                           |  |  |                                                    |                                                    |                                                    |                                                    |                                                    |                                                    |  |  |  |  |  |  |  |  |
| 9代ダービー伯 3代ストレンジ男爵 ウィリアム・スタンリー (1655頃–1702) | 9代ダービー伯 3代ストレンジ男爵 ウィリアム・スタンリー (1655頃–1702) | 9代ダービー伯 3代ストレンジ男爵 ウィリアム・スタンリー (1655頃–1702) | 9代ダービー伯 3代ストレンジ男爵 ウィリアム・スタンリー (1655頃–1702) | 9代ダービー伯 3代ストレンジ男爵 ウィリアム・スタンリー (1655頃–1702)                                                                        | 9代ダービー伯 3代ストレンジ男爵 ウィリアム・スタンリー (1655頃–1702)                                                                        | | | 10代ダービー伯 6代ストレンジ男爵 ジェイムズ・スタンリー (1664–1736)                                                                         | 10代ダービー伯 6代ストレンジ男爵 ジェイムズ・スタンリー (1664–1736)                                                                         | 10代ダービー伯 6代ストレンジ男爵 ジェイムズ・スタンリー (1664–1736) | 10代ダービー伯 6代ストレンジ男爵 ジェイムズ・スタンリー (1664–1736) | 10代ダービー伯 6代ストレンジ男爵 ジェイムズ・スタンリー (1664–1736)                                                                              | 10代ダービー伯 6代ストレンジ男爵 ジェイムズ・スタンリー (1664–1736)                                                                              | | | 初代アソル公 2代アソル侯 3代アソル伯 4代タリバーディン伯 ジョン・マレー (1660–1724)                                                              | 初代アソル公 2代アソル侯 3代アソル伯 4代タリバーディン伯 ジョン・マレー (1660–1724)                                                              | 初代アソル公 2代アソル侯 3代アソル伯 4代タリバーディン伯 ジョン・マレー (1660–1724)                      | 初代アソル公 2代アソル侯 3代アソル伯 4代タリバーディン伯 ジョン・マレー (1660–1724)                      | 初代アソル公 2代アソル侯 3代アソル伯 4代タリバーディン伯 ジョン・マレー (1660–1724)                      | 初代アソル公 2代アソル侯 3代アソル伯 4代タリバーディン伯 ジョン・マレー (1660–1724)                      |                                                                                          |                                                                                          | 初代ダンモア伯 チャールズ・マレー (1661–1710)                                            | 初代ダンモア伯 チャールズ・マレー (1661–1710)                                            | 初代ダンモア伯 チャールズ・マレー (1661–1710)                                        | 初代ダンモア伯 チャールズ・マレー (1661–1710)                                        | 初代ダンモア伯 チャールズ・マレー (1661–1710)                                          | 初代ダンモア伯 チャールズ・マレー (1661–1710)                                          |                                                                                        |                                                                                        |                                                                                        |                                                                                        |                                           |                                           |                                           |                                           |  |  |                                                    |                                                    |                                                    |                                                    |                                                    |                                                    |  |  |  |  |  |  |  |  |
| 9代ダービー伯 3代ストレンジ男爵 ウィリアム・スタンリー (1655頃–1702) | 9代ダービー伯 3代ストレンジ男爵 ウィリアム・スタンリー (1655頃–1702) | 9代ダービー伯 3代ストレンジ男爵 ウィリアム・スタンリー (1655頃–1702) | 9代ダービー伯 3代ストレンジ男爵 ウィリアム・スタンリー (1655頃–1702) | 9代ダービー伯 3代ストレンジ男爵 ウィリアム・スタンリー (1655頃–1702)                                                                        | 9代ダービー伯 3代ストレンジ男爵 ウィリアム・スタンリー (1655頃–1702)                                                                        | | | 10代ダービー伯 6代ストレンジ男爵 ジェイムズ・スタンリー (1664–1736)                                                                         | 10代ダービー伯 6代ストレンジ男爵 ジェイムズ・スタンリー (1664–1736)                                                                         | 10代ダービー伯 6代ストレンジ男爵 ジェイムズ・スタンリー (1664–1736) | 10代ダービー伯 6代ストレンジ男爵 ジェイムズ・スタンリー (1664–1736) | 10代ダービー伯 6代ストレンジ男爵 ジェイムズ・スタンリー (1664–1736)                                                                              | 10代ダービー伯 6代ストレンジ男爵 ジェイムズ・スタンリー (1664–1736)                                                                              | | | 初代アソル公 2代アソル侯 3代アソル伯 4代タリバーディン伯 ジョン・マレー (1660–1724)                                                              | 初代アソル公 2代アソル侯 3代アソル伯 4代タリバーディン伯 ジョン・マレー (1660–1724)                                                              | 初代アソル公 2代アソル侯 3代アソル伯 4代タリバーディン伯 ジョン・マレー (1660–1724)                      | 初代アソル公 2代アソル侯 3代アソル伯 4代タリバーディン伯 ジョン・マレー (1660–1724)                      | 初代アソル公 2代アソル侯 3代アソル伯 4代タリバーディン伯 ジョン・マレー (1660–1724)                      | 初代アソル公 2代アソル侯 3代アソル伯 4代タリバーディン伯 ジョン・マレー (1660–1724)                      |                                                                                          |                                                                                          | 初代ダンモア伯 チャールズ・マレー (1661–1710)                                            | 初代ダンモア伯 チャールズ・マレー (1661–1710)                                            | 初代ダンモア伯 チャールズ・マレー (1661–1710)                                        | 初代ダンモア伯 チャールズ・マレー (1661–1710)                                        | 初代ダンモア伯 チャールズ・マレー (1661–1710)                                          | 初代ダンモア伯 チャールズ・マレー (1661–1710)                                          |                                                                                        |                                                                                        |                                                                                        |                                                                                        |                                           |                                           |                                           |                                           |  |  |                                                    |                                                    |                                                    |                                                    |                                                    |                                                    |  |  |  |  |  |  |  |  |
|                                                                      |                                                                      |                                                                      |                                                                      | | | | | | |                                                                     |                                                                     | | | | | | | | | | |                                                                                          |                                                                                          | ダンモア伯爵家へ                                                                         |                                                                                          |                                                                                      |                                                                                      |                                                                                        |                                                                                        |                                                                                        |                                                                                        |                                                                                        |                                                                                        |                                           |                                           |                                           |                                           |  |  |                                                    |                                                    |                                                    |                                                    |                                                    |                                                    |  |  |  |  |  |  |  |  |
|                                                                      |                                                                      |                                                                      |                                                                      | | | | | | |                                                                     |                                                                     | | | | | | | | | | |                                                                                          |                                                                                          |                                                                                          |                                                                                          |                                                                                      |                                                                                      |                                                                                        |                                                                                        |                                                                                        |                                                                                        |                                                                                        |                                                                                        |                                           |                                           |                                           |                                           |  |  |                                                    |                                                    |                                                    |                                                    |                                                    |                                                    |  |  |  |  |  |  |  |  |
|                                                                      |                                                                      |                                                                      |                                                                      | | | | | | |                                                                     |                                                                     | | | | | | | | | | |                                                                                          |                                                                                          |                                                                                          |                                                                                          |                                                                                      |                                                                                      |                                                                                        |                                                                                        |                                                                                        |                                                                                        |                                                                                        |                                                                                        |                                           |                                           |                                           |                                           |  |  |                                                    |                                                    |                                                    |                                                    |                                                    |                                                    |  |  |  |  |  |  |  |  |
| 4代ストレンジ女男爵 ヘンリエッタ・スタンリー (1687-1718)             | 4代ストレンジ女男爵 ヘンリエッタ・スタンリー (1687-1718)             | 4代ストレンジ女男爵 ヘンリエッタ・スタンリー (1687-1718)             | 4代ストレンジ女男爵 ヘンリエッタ・スタンリー (1687-1718)             | 4代ストレンジ女男爵 ヘンリエッタ・スタンリー (1687-1718)                                                                                    | 4代ストレンジ女男爵 ヘンリエッタ・スタンリー (1687-1718)                                                                                    | | | 初代アシュバーナム伯 ジョン・アシュバーナム (1687-1737)                                                                                     | 初代アシュバーナム伯 ジョン・アシュバーナム (1687-1737)                                                                                     | 初代アシュバーナム伯 ジョン・アシュバーナム (1687-1737)             | 初代アシュバーナム伯 ジョン・アシュバーナム (1687-1737)             | 初代アシュバーナム伯 ジョン・アシュバーナム (1687-1737)                                                                                          | 初代アシュバーナム伯 ジョン・アシュバーナム (1687-1737)                                                                                          | | | 2代アソル公 3代アソル侯 4代アソル伯 5代タリバーディン伯 7代ストレンジ男爵 ジェイムズ・マレー (1690–1764)                                         | 2代アソル公 3代アソル侯 4代アソル伯 5代タリバーディン伯 7代ストレンジ男爵 ジェイムズ・マレー (1690–1764)                                         | 2代アソル公 3代アソル侯 4代アソル伯 5代タリバーディン伯 7代ストレンジ男爵 ジェイムズ・マレー (1690–1764) | 2代アソル公 3代アソル侯 4代アソル伯 5代タリバーディン伯 7代ストレンジ男爵 ジェイムズ・マレー (1690–1764) | 2代アソル公 3代アソル侯 4代アソル伯 5代タリバーディン伯 7代ストレンジ男爵 ジェイムズ・マレー (1690–1764) | 2代アソル公 3代アソル侯 4代アソル伯 5代タリバーディン伯 7代ストレンジ男爵 ジェイムズ・マレー (1690–1764) |                                                                                          |                                                                                          | ジョージ・マレー卿 (1694–1760)                                                           | ジョージ・マレー卿 (1694–1760)                                                           | ジョージ・マレー卿 (1694–1760)                                                       | ジョージ・マレー卿 (1694–1760)                                                       | ジョージ・マレー卿 (1694–1760)                                                         | ジョージ・マレー卿 (1694–1760)                                                         |                                                                                        |                                                                                        |                                                                                        |                                                                                        |                                           |                                           |                                           |                                           |  |  |                                                    |                                                    |                                                    |                                                    |                                                    |                                                    |  |  |  |  |  |  |  |  |
| 4代ストレンジ女男爵 ヘンリエッタ・スタンリー (1687-1718)             | 4代ストレンジ女男爵 ヘンリエッタ・スタンリー (1687-1718)             | 4代ストレンジ女男爵 ヘンリエッタ・スタンリー (1687-1718)             | 4代ストレンジ女男爵 ヘンリエッタ・スタンリー (1687-1718)             | 4代ストレンジ女男爵 ヘンリエッタ・スタンリー (1687-1718)                                                                                    | 4代ストレンジ女男爵 ヘンリエッタ・スタンリー (1687-1718)                                                                                    | | | 初代アシュバーナム伯 ジョン・アシュバーナム (1687-1737)                                                                                     | 初代アシュバーナム伯 ジョン・アシュバーナム (1687-1737)                                                                                     | 初代アシュバーナム伯 ジョン・アシュバーナム (1687-1737)             | 初代アシュバーナム伯 ジョン・アシュバーナム (1687-1737)             | 初代アシュバーナム伯 ジョン・アシュバーナム (1687-1737)                                                                                          | 初代アシュバーナム伯 ジョン・アシュバーナム (1687-1737)                                                                                          | | | 2代アソル公 3代アソル侯 4代アソル伯 5代タリバーディン伯 7代ストレンジ男爵 ジェイムズ・マレー (1690–1764)                                         | 2代アソル公 3代アソル侯 4代アソル伯 5代タリバーディン伯 7代ストレンジ男爵 ジェイムズ・マレー (1690–1764)                                         | 2代アソル公 3代アソル侯 4代アソル伯 5代タリバーディン伯 7代ストレンジ男爵 ジェイムズ・マレー (1690–1764) | 2代アソル公 3代アソル侯 4代アソル伯 5代タリバーディン伯 7代ストレンジ男爵 ジェイムズ・マレー (1690–1764) | 2代アソル公 3代アソル侯 4代アソル伯 5代タリバーディン伯 7代ストレンジ男爵 ジェイムズ・マレー (1690–1764) | 2代アソル公 3代アソル侯 4代アソル伯 5代タリバーディン伯 7代ストレンジ男爵 ジェイムズ・マレー (1690–1764) |                                                                                          |                                                                                          | ジョージ・マレー卿 (1694–1760)                                                           | ジョージ・マレー卿 (1694–1760)                                                           | ジョージ・マレー卿 (1694–1760)                                                       | ジョージ・マレー卿 (1694–1760)                                                       | ジョージ・マレー卿 (1694–1760)                                                         | ジョージ・マレー卿 (1694–1760)                                                         |                                                                                        |                                                                                        |                                                                                        |                                                                                        |                                           |                                           |                                           |                                           |  |  |                                                    |                                                    |                                                    |                                                    |                                                    |                                                    |  |  |  |  |  |  |  |  |
|                                                                      |                                                                      |                                                                      |                                                                      | | | | | | |                                                                     |                                                                     | | | | | | | | | | |                                                                                          |                                                                                          |                                                                                          |                                                                                          |                                                                                      |                                                                                      |                                                                                        |                                                                                        |                                                                                        |                                                                                        |                                                                                        |                                                                                        |                                           |                                           |                                           |                                           |  |  |                                                    |                                                    |                                                    |                                                    |                                                    |                                                    |  |  |  |  |  |  |  |  |
|                                                                      |                                                                      |                                                                      |                                                                      | 5代ストレンジ女男爵 ヘンリエッタ・アシュバーナム (-1732)                                                                                    | 5代ストレンジ女男爵 ヘンリエッタ・アシュバーナム (-1732)                                                                                    | 5代ストレンジ女男爵 ヘンリエッタ・アシュバーナム (-1732)                                                                                    | 5代ストレンジ女男爵 ヘンリエッタ・アシュバーナム (-1732)                                                                                    | 5代ストレンジ女男爵 ヘンリエッタ・アシュバーナム (-1732)                                                                                    | 5代ストレンジ女男爵 ヘンリエッタ・アシュバーナム (-1732)                                                                                    |                                                                     |                                                                     | | | | | 8代ストレンジ女男爵 シャーロット・マレー (1731–1805)                                                                                             | 8代ストレンジ女男爵 シャーロット・マレー (1731–1805)                                                                                             | 8代ストレンジ女男爵 シャーロット・マレー (1731–1805)                                                     | 8代ストレンジ女男爵 シャーロット・マレー (1731–1805)                                                     | 8代ストレンジ女男爵 シャーロット・マレー (1731–1805)                                                     | 8代ストレンジ女男爵 シャーロット・マレー (1731–1805)                                                     |                                                                                          |                                                                                          | 第3代アソル公 4代アソル侯 5代アソル伯 6代タリバーディン伯 ジョン・マレー (1729–1774)     | 第3代アソル公 4代アソル侯 5代アソル伯 6代タリバーディン伯 ジョン・マレー (1729–1774)     | 第3代アソル公 4代アソル侯 5代アソル伯 6代タリバーディン伯 ジョン・マレー (1729–1774) | 第3代アソル公 4代アソル侯 5代アソル伯 6代タリバーディン伯 ジョン・マレー (1729–1774) | 第3代アソル公 4代アソル侯 5代アソル伯 6代タリバーディン伯 ジョン・マレー (1729–1774)   | 第3代アソル公 4代アソル侯 5代アソル伯 6代タリバーディン伯 ジョン・マレー (1729–1774)   |                                                                                        |                                                                                        |                                                                                        |                                                                                        |                                           |                                           |                                           |                                           |  |  |                                                    |                                                    |                                                    |                                                    |                                                    |                                                    |  |  |  |  |  |  |  |  |
|                                                                      |                                                                      |                                                                      |                                                                      | 5代ストレンジ女男爵 ヘンリエッタ・アシュバーナム (-1732)                                                                                    | 5代ストレンジ女男爵 ヘンリエッタ・アシュバーナム (-1732)                                                                                    | 5代ストレンジ女男爵 ヘンリエッタ・アシュバーナム (-1732)                                                                                    | 5代ストレンジ女男爵 ヘンリエッタ・アシュバーナム (-1732)                                                                                    | 5代ストレンジ女男爵 ヘンリエッタ・アシュバーナム (-1732)                                                                                    | 5代ストレンジ女男爵 ヘンリエッタ・アシュバーナム (-1732)                                                                                    |                                                                     |                                                                     | | | | | 8代ストレンジ女男爵 シャーロット・マレー (1731–1805)                                                                                             | 8代ストレンジ女男爵 シャーロット・マレー (1731–1805)                                                                                             | 8代ストレンジ女男爵 シャーロット・マレー (1731–1805)                                                     | 8代ストレンジ女男爵 シャーロット・マレー (1731–1805)                                                     | 8代ストレンジ女男爵 シャーロット・マレー (1731–1805)                                                     | 8代ストレンジ女男爵 シャーロット・マレー (1731–1805)                                                     |                                                                                          |                                                                                          | 第3代アソル公 4代アソル侯 5代アソル伯 6代タリバーディン伯 ジョン・マレー (1729–1774)     | 第3代アソル公 4代アソル侯 5代アソル伯 6代タリバーディン伯 ジョン・マレー (1729–1774)     | 第3代アソル公 4代アソル侯 5代アソル伯 6代タリバーディン伯 ジョン・マレー (1729–1774) | 第3代アソル公 4代アソル侯 5代アソル伯 6代タリバーディン伯 ジョン・マレー (1729–1774) | 第3代アソル公 4代アソル侯 5代アソル伯 6代タリバーディン伯 ジョン・マレー (1729–1774)   | 第3代アソル公 4代アソル侯 5代アソル伯 6代タリバーディン伯 ジョン・マレー (1729–1774)   |                                                                                        |                                                                                        |                                                                                        |                                                                                        |                                           |                                           |                                           |                                           |  |  |                                                    |                                                    |                                                    |                                                    |                                                    |                                                    |  |  |  |  |  |  |  |  |
|                                                                      |                                                                      |                                                                      |                                                                      | | | | | | |                                                                     |                                                                     | | | | | | | | | | |                                                                                          |                                                                                          |                                                                                          |                                                                                          |                                                                                      |                                                                                      |                                                                                        |                                                                                        |                                                                                        |                                                                                        |                                                                                        |                                                                                        |                                           |                                           |                                           |                                           |  |  |                                                    |                                                    |                                                    |                                                    |                                                    |                                                    |  |  |  |  |  |  |  |  |
|                                                                      |                                                                      |                                                                      |                                                                      | | | | | | |                                                                     |                                                                     | | | | | | | | | | |                                                                                          |                                                                                          |                                                                                          |                                                                                          |                                                                                      |                                                                                      |                                                                                        |                                                                                        |                                                                                        |                                                                                        |                                                                                        |                                                                                        |                                           |                                           |                                           |                                           |  |  |                                                    |                                                    |                                                    |                                                    |                                                    |                                                    |  |  |  |  |  |  |  |  |
|                                                                      |                                                                      |                                                                      |                                                                      | | | | | | |                                                                     |                                                                     | 4代アソル公 5代アソル侯 6代アソル伯 7代タリバーディン伯 9代ストレンジ男爵 ジョン・マレー (1755–1830)                                             | 4代アソル公 5代アソル侯 6代アソル伯 7代タリバーディン伯 9代ストレンジ男爵 ジョン・マレー (1755–1830)                                             | 4代アソル公 5代アソル侯 6代アソル伯 7代タリバーディン伯 9代ストレンジ男爵 ジョン・マレー (1755–1830)                                             | 4代アソル公 5代アソル侯 6代アソル伯 7代タリバーディン伯 9代ストレンジ男爵 ジョン・マレー (1755–1830)                                             | 4代アソル公 5代アソル侯 6代アソル伯 7代タリバーディン伯 9代ストレンジ男爵 ジョン・マレー (1755–1830)                                             | 4代アソル公 5代アソル侯 6代アソル伯 7代タリバーディン伯 9代ストレンジ男爵 ジョン・マレー (1755–1830)                                             | | | ジョージ・マレー卿 (1761–1803)                                                                           | ジョージ・マレー卿 (1761–1803)                                                                           | ジョージ・マレー卿 (1761–1803)                                                           | ジョージ・マレー卿 (1761–1803)                                                           | ジョージ・マレー卿 (1761–1803)                                                           | ジョージ・マレー卿 (1761–1803)                                                           |                                                                                      |                                                                                      |                                                                                        |                                                                                        |                                                                                        |                                                                                        |                                                                                        |                                                                                        |                                           |                                           |                                           |                                           |  |  |                                                    |                                                    |                                                    |                                                    |                                                    |                                                    |  |  |  |  |  |  |  |  |
|                                                                      |                                                                      |                                                                      |                                                                      | | | | | | |                                                                     |                                                                     | 4代アソル公 5代アソル侯 6代アソル伯 7代タリバーディン伯 9代ストレンジ男爵 ジョン・マレー (1755–1830)                                             | 4代アソル公 5代アソル侯 6代アソル伯 7代タリバーディン伯 9代ストレンジ男爵 ジョン・マレー (1755–1830)                                             | 4代アソル公 5代アソル侯 6代アソル伯 7代タリバーディン伯 9代ストレンジ男爵 ジョン・マレー (1755–1830)                                             | 4代アソル公 5代アソル侯 6代アソル伯 7代タリバーディン伯 9代ストレンジ男爵 ジョン・マレー (1755–1830)                                             | 4代アソル公 5代アソル侯 6代アソル伯 7代タリバーディン伯 9代ストレンジ男爵 ジョン・マレー (1755–1830)                                             | 4代アソル公 5代アソル侯 6代アソル伯 7代タリバーディン伯 9代ストレンジ男爵 ジョン・マレー (1755–1830)                                             | | | ジョージ・マレー卿 (1761–1803)                                                                           | ジョージ・マレー卿 (1761–1803)                                                                           | ジョージ・マレー卿 (1761–1803)                                                           | ジョージ・マレー卿 (1761–1803)                                                           | ジョージ・マレー卿 (1761–1803)                                                           | ジョージ・マレー卿 (1761–1803)                                                           |                                                                                      |                                                                                      |                                                                                        |                                                                                        |                                                                                        |                                                                                        |                                                                                        |                                                                                        |                                           |                                           |                                           |                                           |  |  |                                                    |                                                    |                                                    |                                                    |                                                    |                                                    |  |  |  |  |  |  |  |  |
|                                                                      |                                                                      |                                                                      |                                                                      | | | | | | |                                                                     |                                                                     | | | | | | | | | | |                                                                                          |                                                                                          |                                                                                          |                                                                                          |                                                                                      |                                                                                      |                                                                                        |                                                                                        |                                                                                        |                                                                                        |                                                                                        |                                                                                        |                                           |                                           |                                           |                                           |  |  |                                                    |                                                    |                                                    |                                                    |                                                    |                                                    |  |  |  |  |  |  |  |  |
|                                                                      |                                                                      |                                                                      |                                                                      | | | | | | |                                                                     |                                                                     | 1821年グレンライオン男爵 | | | | | | | | | |                                                                                          |                                                                                          |                                                                                          |                                                                                          |                                                                                      |                                                                                      |                                                                                        |                                                                                        |                                                                                        |                                                                                        |                                                                                        |                                                                                        |                                           |                                           |                                           |                                           |  |  |                                                    |                                                    |                                                    |                                                    |                                                    |                                                    |  |  |  |  |  |  |  |  |
|                                                                      |                                                                      |                                                                      |                                                                      | 5代アソル公 6代アソル侯 7代アソル伯 8代タリバーディン伯 10代ストレンジ男爵 ジョン・マレー (1778–1846)                                       | 5代アソル公 6代アソル侯 7代アソル伯 8代タリバーディン伯 10代ストレンジ男爵 ジョン・マレー (1778–1846)                                       | 5代アソル公 6代アソル侯 7代アソル伯 8代タリバーディン伯 10代ストレンジ男爵 ジョン・マレー (1778–1846)                                       | 5代アソル公 6代アソル侯 7代アソル伯 8代タリバーディン伯 10代ストレンジ男爵 ジョン・マレー (1778–1846)                                       | 5代アソル公 6代アソル侯 7代アソル伯 8代タリバーディン伯 10代ストレンジ男爵 ジョン・マレー (1778–1846)                                       | 5代アソル公 6代アソル侯 7代アソル伯 8代タリバーディン伯 10代ストレンジ男爵 ジョン・マレー (1778–1846)                                       |                                                                     |                                                                     | 初代グレンライオン男爵 ジェイムズ・マレー (1782–1837)                                                                                            | 初代グレンライオン男爵 ジェイムズ・マレー (1782–1837)                                                                                            | 初代グレンライオン男爵 ジェイムズ・マレー (1782–1837)                                                                                            | 初代グレンライオン男爵 ジェイムズ・マレー (1782–1837)                                                                                            | 初代グレンライオン男爵 ジェイムズ・マレー (1782–1837)                                                                                            | 初代グレンライオン男爵 ジェイムズ・マレー (1782–1837)                                                                                            | | | ジョージ・マレー (1784–1860)                                                                             | ジョージ・マレー (1784–1860)                                                                             | ジョージ・マレー (1784–1860)                                                             | ジョージ・マレー (1784–1860)                                                             | ジョージ・マレー (1784–1860)                                                             | ジョージ・マレー (1784–1860)                                                             |                                                                                      |                                                                                      |                                                                                        |                                                                                        |                                                                                        |                                                                                        |                                                                                        |                                                                                        |                                           |                                           |                                           |                                           |  |  |                                                    |                                                    |                                                    |                                                    |                                                    |                                                    |  |  |  |  |  |  |  |  |
|                                                                      |                                                                      |                                                                      |                                                                      | 5代アソル公 6代アソル侯 7代アソル伯 8代タリバーディン伯 10代ストレンジ男爵 ジョン・マレー (1778–1846)                                       | 5代アソル公 6代アソル侯 7代アソル伯 8代タリバーディン伯 10代ストレンジ男爵 ジョン・マレー (1778–1846)                                       | 5代アソル公 6代アソル侯 7代アソル伯 8代タリバーディン伯 10代ストレンジ男爵 ジョン・マレー (1778–1846)                                       | 5代アソル公 6代アソル侯 7代アソル伯 8代タリバーディン伯 10代ストレンジ男爵 ジョン・マレー (1778–1846)                                       | 5代アソル公 6代アソル侯 7代アソル伯 8代タリバーディン伯 10代ストレンジ男爵 ジョン・マレー (1778–1846)                                       | 5代アソル公 6代アソル侯 7代アソル伯 8代タリバーディン伯 10代ストレンジ男爵 ジョン・マレー (1778–1846)                                       |                                                                     |                                                                     | 初代グレンライオン男爵 ジェイムズ・マレー (1782–1837)                                                                                            | 初代グレンライオン男爵 ジェイムズ・マレー (1782–1837)                                                                                            | 初代グレンライオン男爵 ジェイムズ・マレー (1782–1837)                                                                                            | 初代グレンライオン男爵 ジェイムズ・マレー (1782–1837)                                                                                            | 初代グレンライオン男爵 ジェイムズ・マレー (1782–1837)                                                                                            | 初代グレンライオン男爵 ジェイムズ・マレー (1782–1837)                                                                                            | | | ジョージ・マレー (1784–1860)                                                                             | ジョージ・マレー (1784–1860)                                                                             | ジョージ・マレー (1784–1860)                                                             | ジョージ・マレー (1784–1860)                                                             | ジョージ・マレー (1784–1860)                                                             | ジョージ・マレー (1784–1860)                                                             |                                                                                      |                                                                                      |                                                                                        |                                                                                        |                                                                                        |                                                                                        |                                                                                        |                                                                                        |                                           |                                           |                                           |                                           |  |  |                                                    |                                                    |                                                    |                                                    |                                                    |                                                    |  |  |  |  |  |  |  |  |
|                                                                      |                                                                      |                                                                      |                                                                      | | | | | | |                                                                     |                                                                     | 6代アソル公 7代アソル侯 8代アソル伯 9代タリバーディン伯 11代ストレンジ男爵 2代グレンライオン男爵 ジョージ・マレー (1814–1864)                    | 6代アソル公 7代アソル侯 8代アソル伯 9代タリバーディン伯 11代ストレンジ男爵 2代グレンライオン男爵 ジョージ・マレー (1814–1864)                    | 6代アソル公 7代アソル侯 8代アソル伯 9代タリバーディン伯 11代ストレンジ男爵 2代グレンライオン男爵 ジョージ・マレー (1814–1864)                    | 6代アソル公 7代アソル侯 8代アソル伯 9代タリバーディン伯 11代ストレンジ男爵 2代グレンライオン男爵 ジョージ・マレー (1814–1864)                    | 6代アソル公 7代アソル侯 8代アソル伯 9代タリバーディン伯 11代ストレンジ男爵 2代グレンライオン男爵 ジョージ・マレー (1814–1864)                    | 6代アソル公 7代アソル侯 8代アソル伯 9代タリバーディン伯 11代ストレンジ男爵 2代グレンライオン男爵 ジョージ・マレー (1814–1864)                    | | | ジョージ・マレー (1818–1854)                                                                             | ジョージ・マレー (1818–1854)                                                                             | ジョージ・マレー (1818–1854)                                                             | ジョージ・マレー (1818–1854)                                                             | ジョージ・マレー (1818–1854)                                                             | ジョージ・マレー (1818–1854)                                                             |                                                                                      |                                                                                      |                                                                                        |                                                                                        |                                                                                        |                                                                                        |                                                                                        |                                                                                        |                                           |                                           |                                           |                                           |  |  |                                                    |                                                    |                                                    |                                                    |                                                    |                                                    |  |  |  |  |  |  |  |  |
|                                                                      |                                                                      |                                                                      |                                                                      | | | | | | |                                                                     |                                                                     | 6代アソル公 7代アソル侯 8代アソル伯 9代タリバーディン伯 11代ストレンジ男爵 2代グレンライオン男爵 ジョージ・マレー (1814–1864)                    | 6代アソル公 7代アソル侯 8代アソル伯 9代タリバーディン伯 11代ストレンジ男爵 2代グレンライオン男爵 ジョージ・マレー (1814–1864)                    | 6代アソル公 7代アソル侯 8代アソル伯 9代タリバーディン伯 11代ストレンジ男爵 2代グレンライオン男爵 ジョージ・マレー (1814–1864)                    | 6代アソル公 7代アソル侯 8代アソル伯 9代タリバーディン伯 11代ストレンジ男爵 2代グレンライオン男爵 ジョージ・マレー (1814–1864)                    | 6代アソル公 7代アソル侯 8代アソル伯 9代タリバーディン伯 11代ストレンジ男爵 2代グレンライオン男爵 ジョージ・マレー (1814–1864)                    | 6代アソル公 7代アソル侯 8代アソル伯 9代タリバーディン伯 11代ストレンジ男爵 2代グレンライオン男爵 ジョージ・マレー (1814–1864)                    | | | ジョージ・マレー (1818–1854)                                                                             | ジョージ・マレー (1818–1854)                                                                             | ジョージ・マレー (1818–1854)                                                             | ジョージ・マレー (1818–1854)                                                             | ジョージ・マレー (1818–1854)                                                             | ジョージ・マレー (1818–1854)                                                             |                                                                                      |                                                                                      |                                                                                        |                                                                                        |                                                                                        |                                                                                        |                                                                                        |                                                                                        |                                           |                                           |                                           |                                           |  |  |                                                    |                                                    |                                                    |                                                    |                                                    |                                                    |  |  |  |  |  |  |  |  |
|                                                                      |                                                                      |                                                                      |                                                                      | | | | | | |                                                                     |                                                                     | | | | | | | | | | |                                                                                          |                                                                                          |                                                                                          |                                                                                          |                                                                                      |                                                                                      |                                                                                        |                                                                                        |                                                                                        |                                                                                        |                                                                                        |                                                                                        |                                           |                                           |                                           |                                           |  |  |                                                    |                                                    |                                                    |                                                    |                                                    |                                                    |  |  |  |  |  |  |  |  |
|                                                                      |                                                                      |                                                                      |                                                                      | | | | | | |                                                                     |                                                                     | 7代アソル公 8代アソル侯 9代アソル伯 10代タリバーディン伯 12代ストレンジ男爵 3代グレンライオン男爵 ジョン・ステュワート＝マレー (1840–1917)       | 7代アソル公 8代アソル侯 9代アソル伯 10代タリバーディン伯 12代ストレンジ男爵 3代グレンライオン男爵 ジョン・ステュワート＝マレー (1840–1917)       | 7代アソル公 8代アソル侯 9代アソル伯 10代タリバーディン伯 12代ストレンジ男爵 3代グレンライオン男爵 ジョン・ステュワート＝マレー (1840–1917)       | 7代アソル公 8代アソル侯 9代アソル伯 10代タリバーディン伯 12代ストレンジ男爵 3代グレンライオン男爵 ジョン・ステュワート＝マレー (1840–1917)       | 7代アソル公 8代アソル侯 9代アソル伯 10代タリバーディン伯 12代ストレンジ男爵 3代グレンライオン男爵 ジョン・ステュワート＝マレー (1840–1917)       | 7代アソル公 8代アソル侯 9代アソル伯 10代タリバーディン伯 12代ストレンジ男爵 3代グレンライオン男爵 ジョン・ステュワート＝マレー (1840–1917)       | | | ジョージ・マレー (1849–1936)                                                                             | ジョージ・マレー (1849–1936)                                                                             | ジョージ・マレー (1849–1936)                                                             | ジョージ・マレー (1849–1936)                                                             | ジョージ・マレー (1849–1936)                                                             | ジョージ・マレー (1849–1936)                                                             |                                                                                      |                                                                                      | ダグラス・マレー (1853–1920)                                                           | ダグラス・マレー (1853–1920)                                                           | ダグラス・マレー (1853–1920)                                                           | ダグラス・マレー (1853–1920)                                                           | ダグラス・マレー (1853–1920)                                                           | ダグラス・マレー (1853–1920)                                                           |                                           |                                           |                                           |                                           |  |  |                                                    |                                                    |                                                    |                                                    |                                                    |                                                    |  |  |  |  |  |  |  |  |
|                                                                      |                                                                      |                                                                      |                                                                      | | | | | | |                                                                     |                                                                     | 7代アソル公 8代アソル侯 9代アソル伯 10代タリバーディン伯 12代ストレンジ男爵 3代グレンライオン男爵 ジョン・ステュワート＝マレー (1840–1917)       | 7代アソル公 8代アソル侯 9代アソル伯 10代タリバーディン伯 12代ストレンジ男爵 3代グレンライオン男爵 ジョン・ステュワート＝マレー (1840–1917)       | 7代アソル公 8代アソル侯 9代アソル伯 10代タリバーディン伯 12代ストレンジ男爵 3代グレンライオン男爵 ジョン・ステュワート＝マレー (1840–1917)       | 7代アソル公 8代アソル侯 9代アソル伯 10代タリバーディン伯 12代ストレンジ男爵 3代グレンライオン男爵 ジョン・ステュワート＝マレー (1840–1917)       | 7代アソル公 8代アソル侯 9代アソル伯 10代タリバーディン伯 12代ストレンジ男爵 3代グレンライオン男爵 ジョン・ステュワート＝マレー (1840–1917)       | 7代アソル公 8代アソル侯 9代アソル伯 10代タリバーディン伯 12代ストレンジ男爵 3代グレンライオン男爵 ジョン・ステュワート＝マレー (1840–1917)       | | | ジョージ・マレー (1849–1936)                                                                             | ジョージ・マレー (1849–1936)                                                                             | ジョージ・マレー (1849–1936)                                                             | ジョージ・マレー (1849–1936)                                                             | ジョージ・マレー (1849–1936)                                                             | ジョージ・マレー (1849–1936)                                                             |                                                                                      |                                                                                      | ダグラス・マレー (1853–1920)                                                           | ダグラス・マレー (1853–1920)                                                           | ダグラス・マレー (1853–1920)                                                           | ダグラス・マレー (1853–1920)                                                           | ダグラス・マレー (1853–1920)                                                           | ダグラス・マレー (1853–1920)                                                           |                                           |                                           |                                           |                                           |  |  |                                                    |                                                    |                                                    |                                                    |                                                    |                                                    |  |  |  |  |  |  |  |  |
|                                                                      |                                                                      |                                                                      |                                                                      | | | | | | |                                                                     |                                                                     | | | | | | | | | | |                                                                                          |                                                                                          |                                                                                          |                                                                                          |                                                                                      |                                                                                      |                                                                                        |                                                                                        |                                                                                        |                                                                                        |                                                                                        |                                                                                        |                                           |                                           |                                           |                                           |  |  |                                                    |                                                    |                                                    |                                                    |                                                    |                                                    |  |  |  |  |  |  |  |  |
|                                                                      |                                                                      |                                                                      |                                                                      | 8代アソル公 9代アソル侯 10代アソル伯 11代タリバーディン伯 13代ストレンジ男爵 4代グレンライオン男爵 ジョン・ステュワート＝マレー (1871–1942) | 8代アソル公 9代アソル侯 10代アソル伯 11代タリバーディン伯 13代ストレンジ男爵 4代グレンライオン男爵 ジョン・ステュワート＝マレー (1871–1942) | 8代アソル公 9代アソル侯 10代アソル伯 11代タリバーディン伯 13代ストレンジ男爵 4代グレンライオン男爵 ジョン・ステュワート＝マレー (1871–1942) | 8代アソル公 9代アソル侯 10代アソル伯 11代タリバーディン伯 13代ストレンジ男爵 4代グレンライオン男爵 ジョン・ステュワート＝マレー (1871–1942) | 8代アソル公 9代アソル侯 10代アソル伯 11代タリバーディン伯 13代ストレンジ男爵 4代グレンライオン男爵 ジョン・ステュワート＝マレー (1871–1942) | 8代アソル公 9代アソル侯 10代アソル伯 11代タリバーディン伯 13代ストレンジ男爵 4代グレンライオン男爵 ジョン・ステュワート＝マレー (1871–1942) |                                                                     |                                                                     | 9代アソル公 10代アソル侯 11代アソル伯 12代タリバーディン伯 14代ストレンジ男爵 5代グレンライオン男爵 ジェイムズ・ステュワート＝マレー (1879–1957) | 9代アソル公 10代アソル侯 11代アソル伯 12代タリバーディン伯 14代ストレンジ男爵 5代グレンライオン男爵 ジェイムズ・ステュワート＝マレー (1879–1957) | 9代アソル公 10代アソル侯 11代アソル伯 12代タリバーディン伯 14代ストレンジ男爵 5代グレンライオン男爵 ジェイムズ・ステュワート＝マレー (1879–1957) | 9代アソル公 10代アソル侯 11代アソル伯 12代タリバーディン伯 14代ストレンジ男爵 5代グレンライオン男爵 ジェイムズ・ステュワート＝マレー (1879–1957) | 9代アソル公 10代アソル侯 11代アソル伯 12代タリバーディン伯 14代ストレンジ男爵 5代グレンライオン男爵 ジェイムズ・ステュワート＝マレー (1879–1957) | 9代アソル公 10代アソル侯 11代アソル伯 12代タリバーディン伯 14代ストレンジ男爵 5代グレンライオン男爵 ジェイムズ・ステュワート＝マレー (1879–1957) | | | ジョージ・マレー (1880–1947)                                                                             | ジョージ・マレー (1880–1947)                                                                             | ジョージ・マレー (1880–1947)                                                             | ジョージ・マレー (1880–1947)                                                             | ジョージ・マレー (1880–1947)                                                             | ジョージ・マレー (1880–1947)                                                             |                                                                                      |                                                                                      | ジョージ・マレー (1884–1940)                                                           | ジョージ・マレー (1884–1940)                                                           | ジョージ・マレー (1884–1940)                                                           | ジョージ・マレー (1884–1940)                                                           | ジョージ・マレー (1884–1940)                                                           | ジョージ・マレー (1884–1940)                                                           |                                           |                                           |                                           |                                           |  |  |                                                    |                                                    |                                                    |                                                    |                                                    |                                                    |  |  |  |  |  |  |  |  |
|                                                                      |                                                                      |                                                                      |                                                                      | 8代アソル公 9代アソル侯 10代アソル伯 11代タリバーディン伯 13代ストレンジ男爵 4代グレンライオン男爵 ジョン・ステュワート＝マレー (1871–1942) | 8代アソル公 9代アソル侯 10代アソル伯 11代タリバーディン伯 13代ストレンジ男爵 4代グレンライオン男爵 ジョン・ステュワート＝マレー (1871–1942) | 8代アソル公 9代アソル侯 10代アソル伯 11代タリバーディン伯 13代ストレンジ男爵 4代グレンライオン男爵 ジョン・ステュワート＝マレー (1871–1942) | 8代アソル公 9代アソル侯 10代アソル伯 11代タリバーディン伯 13代ストレンジ男爵 4代グレンライオン男爵 ジョン・ステュワート＝マレー (1871–1942) | 8代アソル公 9代アソル侯 10代アソル伯 11代タリバーディン伯 13代ストレンジ男爵 4代グレンライオン男爵 ジョン・ステュワート＝マレー (1871–1942) | 8代アソル公 9代アソル侯 10代アソル伯 11代タリバーディン伯 13代ストレンジ男爵 4代グレンライオン男爵 ジョン・ステュワート＝マレー (1871–1942) |                                                                     |                                                                     | 9代アソル公 10代アソル侯 11代アソル伯 12代タリバーディン伯 14代ストレンジ男爵 5代グレンライオン男爵 ジェイムズ・ステュワート＝マレー (1879–1957) | 9代アソル公 10代アソル侯 11代アソル伯 12代タリバーディン伯 14代ストレンジ男爵 5代グレンライオン男爵 ジェイムズ・ステュワート＝マレー (1879–1957) | 9代アソル公 10代アソル侯 11代アソル伯 12代タリバーディン伯 14代ストレンジ男爵 5代グレンライオン男爵 ジェイムズ・ステュワート＝マレー (1879–1957) | 9代アソル公 10代アソル侯 11代アソル伯 12代タリバーディン伯 14代ストレンジ男爵 5代グレンライオン男爵 ジェイムズ・ステュワート＝マレー (1879–1957) | 9代アソル公 10代アソル侯 11代アソル伯 12代タリバーディン伯 14代ストレンジ男爵 5代グレンライオン男爵 ジェイムズ・ステュワート＝マレー (1879–1957) | 9代アソル公 10代アソル侯 11代アソル伯 12代タリバーディン伯 14代ストレンジ男爵 5代グレンライオン男爵 ジェイムズ・ステュワート＝マレー (1879–1957) | グレンライオン男爵廃絶 ストレンジ男爵停止                                                                | | ジョージ・マレー (1880–1947)                                                                             | ジョージ・マレー (1880–1947)                                                                             | ジョージ・マレー (1880–1947)                                                             | ジョージ・マレー (1880–1947)                                                             | ジョージ・マレー (1880–1947)                                                             | ジョージ・マレー (1880–1947)                                                             |                                                                                      |                                                                                      | ジョージ・マレー (1884–1940)                                                           | ジョージ・マレー (1884–1940)                                                           | ジョージ・マレー (1884–1940)                                                           | ジョージ・マレー (1884–1940)                                                           | ジョージ・マレー (1884–1940)                                                           | ジョージ・マレー (1884–1940)                                                           |                                           |                                           |                                           |                                           |  |  |                                                    |                                                    |                                                    |                                                    |                                                    |                                                    |  |  |  |  |  |  |  |  |
|                                                                      |                                                                      |                                                                      |                                                                      | | | | | | |                                                                     |                                                                     | | | | | | | | | ジョージ・マレー (1907–1945)                                                                             | ジョージ・マレー (1907–1945)                                                                             | ジョージ・マレー (1907–1945)                                                             | ジョージ・マレー (1907–1945)                                                             | ジョージ・マレー (1907–1945)                                                             | ジョージ・マレー (1907–1945)                                                             |                                                                                      |                                                                                      | 11代アソル公 12代アソル侯 13代アソル伯 14代タリバーディン伯 ジョン・マレー (1929–2012) | 11代アソル公 12代アソル侯 13代アソル伯 14代タリバーディン伯 ジョン・マレー (1929–2012) | 11代アソル公 12代アソル侯 13代アソル伯 14代タリバーディン伯 ジョン・マレー (1929–2012) | 11代アソル公 12代アソル侯 13代アソル伯 14代タリバーディン伯 ジョン・マレー (1929–2012) | 11代アソル公 12代アソル侯 13代アソル伯 14代タリバーディン伯 ジョン・マレー (1929–2012) | 11代アソル公 12代アソル侯 13代アソル伯 14代タリバーディン伯 ジョン・マレー (1929–2012) |                                           |                                           |                                           |                                           |  |  |                                                    |                                                    |                                                    |                                                    |                                                    |                                                    |  |  |  |  |  |  |  |  |
|                                                                      |                                                                      |                                                                      |                                                                      | | | | | | |                                                                     |                                                                     | | | | | | | | | ジョージ・マレー (1907–1945)                                                                             | ジョージ・マレー (1907–1945)                                                                             | ジョージ・マレー (1907–1945)                                                             | ジョージ・マレー (1907–1945)                                                             | ジョージ・マレー (1907–1945)                                                             | ジョージ・マレー (1907–1945)                                                             |                                                                                      |                                                                                      | 11代アソル公 12代アソル侯 13代アソル伯 14代タリバーディン伯 ジョン・マレー (1929–2012) | 11代アソル公 12代アソル侯 13代アソル伯 14代タリバーディン伯 ジョン・マレー (1929–2012) | 11代アソル公 12代アソル侯 13代アソル伯 14代タリバーディン伯 ジョン・マレー (1929–2012) | 11代アソル公 12代アソル侯 13代アソル伯 14代タリバーディン伯 ジョン・マレー (1929–2012) | 11代アソル公 12代アソル侯 13代アソル伯 14代タリバーディン伯 ジョン・マレー (1929–2012) | 11代アソル公 12代アソル侯 13代アソル伯 14代タリバーディン伯 ジョン・マレー (1929–2012) |                                           |                                           |                                           |                                           |  |  |                                                    |                                                    |                                                    |                                                    |                                                    |                                                    |  |  |  |  |  |  |  |  |
|                                                                      |                                                                      |                                                                      |                                                                      | | | | | | |                                                                     |                                                                     | | | | | | | | | 10代アソル公 11代アソル侯 12代アソル伯 13代タリバーディン伯 ジョージ・マレー (1931–1996)                 | 10代アソル公 11代アソル侯 12代アソル伯 13代タリバーディン伯 ジョージ・マレー (1931–1996)                 | 10代アソル公 11代アソル侯 12代アソル伯 13代タリバーディン伯 ジョージ・マレー (1931–1996) | 10代アソル公 11代アソル侯 12代アソル伯 13代タリバーディン伯 ジョージ・マレー (1931–1996) | 10代アソル公 11代アソル侯 12代アソル伯 13代タリバーディン伯 ジョージ・マレー (1931–1996) | 10代アソル公 11代アソル侯 12代アソル伯 13代タリバーディン伯 ジョージ・マレー (1931–1996) |                                                                                      |                                                                                      | 12代アソル公 13代アソル侯 14代アソル伯 15代タリバーディン伯 ブルース・マレー (1960-)   | 12代アソル公 13代アソル侯 14代アソル伯 15代タリバーディン伯 ブルース・マレー (1960-)   | 12代アソル公 13代アソル侯 14代アソル伯 15代タリバーディン伯 ブルース・マレー (1960-)   | 12代アソル公 13代アソル侯 14代アソル伯 15代タリバーディン伯 ブルース・マレー (1960-)   | 12代アソル公 13代アソル侯 14代アソル伯 15代タリバーディン伯 ブルース・マレー (1960-)   | 12代アソル公 13代アソル侯 14代アソル伯 15代タリバーディン伯 ブルース・マレー (1960-)   |                                           |                                           |                                           |                                           |  |  |                                                    |                                                    |                                                    |                                                    |                                                    |                                                    |  |  |  |  |  |  |  |  |
|                                                                      |                                                                      |                                                                      |                                                                      | | | | | | |                                                                     |                                                                     | | | | | | | | | 10代アソル公 11代アソル侯 12代アソル伯 13代タリバーディン伯 ジョージ・マレー (1931–1996)                 | 10代アソル公 11代アソル侯 12代アソル伯 13代タリバーディン伯 ジョージ・マレー (1931–1996)                 | 10代アソル公 11代アソル侯 12代アソル伯 13代タリバーディン伯 ジョージ・マレー (1931–1996) | 10代アソル公 11代アソル侯 12代アソル伯 13代タリバーディン伯 ジョージ・マレー (1931–1996) | 10代アソル公 11代アソル侯 12代アソル伯 13代タリバーディン伯 ジョージ・マレー (1931–1996) | 10代アソル公 11代アソル侯 12代アソル伯 13代タリバーディン伯 ジョージ・マレー (1931–1996) |                                                                                      |                                                                                      | 12代アソル公 13代アソル侯 14代アソル伯 15代タリバーディン伯 ブルース・マレー (1960-)   | 12代アソル公 13代アソル侯 14代アソル伯 15代タリバーディン伯 ブルース・マレー (1960-)   | 12代アソル公 13代アソル侯 14代アソル伯 15代タリバーディン伯 ブルース・マレー (1960-)   | 12代アソル公 13代アソル侯 14代アソル伯 15代タリバーディン伯 ブルース・マレー (1960-)   | 12代アソル公 13代アソル侯 14代アソル伯 15代タリバーディン伯 ブルース・マレー (1960-)   | 12代アソル公 13代アソル侯 14代アソル伯 15代タリバーディン伯 ブルース・マレー (1960-)   |                                           |                                           |                                           |                                           |  |  |                                                    |                                                    |                                                    |                                                    |                                                    |                                                    |  |  |  |  |  |  |  |  |
|                                                                      |                                                                      |                                                                      |                                                                      | | | | | | |                                                                     |                                                                     | | | | | | | | | | |                                                                                          |                                                                                          |                                                                                          |                                                                                          |                                                                                      |                                                                                      | タリバーディン侯(儀礼称号) マイケル・マレー (1985-) (法定推定相続人)                   |                                                                                        |                                                                                        |                                                                                        |                                                                                        |                                                                                        |                                           |                                           |                                           |                                           |  |  |                                                    |                                                    |                                                    |                                                    |                                                    |                                                    |  |  |  |  |  |  |  |  |